# Le Nouvelliste de Versailles
Le Nouvelliste de Versailles, publié sous ce titre du 15 au 28 octobre 1870, puis sous celui de Moniteur officiel du département de Seine-et-Oise du 29 octobre 1870 au 7 janvier 1871, et enfin sous celui de Moniteur officiel du gouvernement général du nord de la France et de la préfecture de Seine-et-Oise du 8 janvier 1871 au 5 mars 1871, est un journal en langue française publié à Versailles par l'occupant allemand.

## Histoire
Le 19 septembre 1870, soit deux mois après le début de la Guerre franco-allemande, les Allemands investissent Versailles, où ils installent leur quartier général. Le préfet de Seine-et-Oise nommé par le Gouvernement de la Défense nationale, Édouard Charton, est bientôt remplacé par un fonctionnaire prussien, Heinrich von Brauchitsch (d).
C'est sous l'autorité de ce dernier qu'est créé un journal en langue française, Le Nouvelliste de Versailles, dont le but est non seulement de publier les décrets des autorités d'occupation, mais aussi de décourager l'opinion française par le récit des victoires allemandes. Dès le 12 octobre, une imprimerie (Beau, 36 rue de l'Orangerie) et une librairie (veuve Armand Le Dur, 32 rue de la Paroisse) sont réquisitionnées afin de diffuser ce nouveau quotidien, dont le premier numéro est daté du 15 octobre 1870.

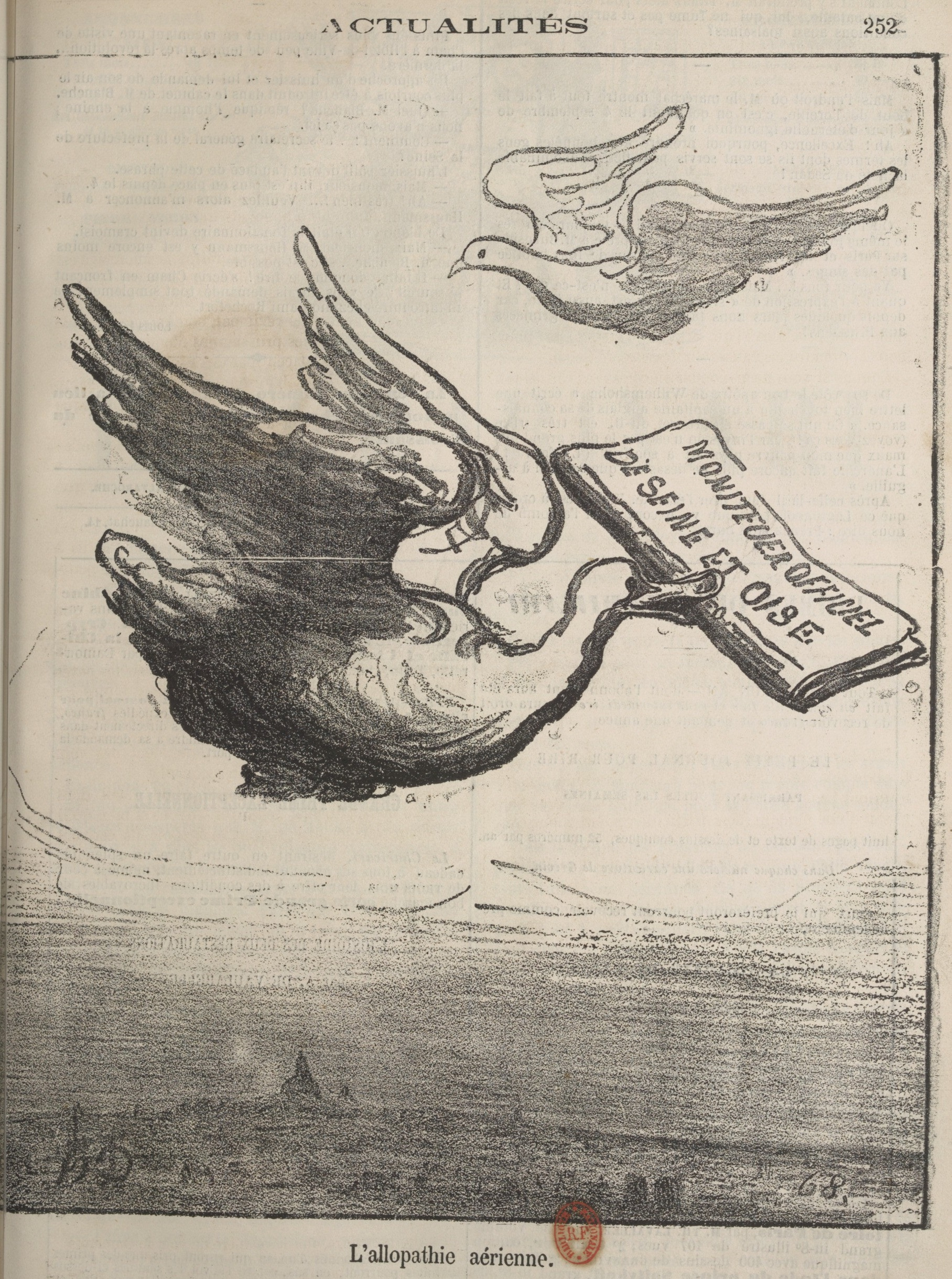
Caricature de Daumier dénonçant le Moniteur officiel de Seine-et-Oise comme un « canard » (Le Charivari, 7 décembre 1870)

Deux semaines plus tard, le 29 octobre, le quotidien double son format et assume plus ouvertement son rôle de journal officiel en étant rebaptisé Moniteur officiel du département de Seine-et-Oise. Le surlendemain, Von Brauchitsch enjoint aux maires des chefs-lieux de canton, rendus destinataires de plusieurs exemplaires du quotidien, d'en faire afficher au moins deux à la porte de leur mairie, d'en envoyer aux autres communes du canton et de vendre ou distribuer les exemplaires restants aux habitants.
Nommé le 17 décembre à la tête du gouvernement général du nord de la France (comprenant notamment la Seine-et-Oise), Alfred von Fabrice (d) fait publier sa première déclaration, datée du 6 janvier 1871, dans le Moniteur du 8 janvier. Le même jour, le titre du journal est modifié en Moniteur officiel du gouvernement général du nord de la France et de la préfecture de Seine-et-Oise. Le 18 janvier, Von Fabrice décrète que le Moniteur officiel est le seul journal autorisé à insérer des nouvelles relatives aux mouvements des troupes allemandes, à l'exception de celles qui ont été communiquées directement par les autorités allemandes.
Devenu inutile après la signature du traité préliminaire de paix du 26 février 1871, le « Moniteur prussien » cesse de paraître après le 5 mars 1871.
D'autres journaux du même type ont existé à la même époque pour d'autres secteurs d'occupation : le Moniteur officiel du Gouvernement général à Reims et le Moniteur officiel du Gouvernement général de Lorraine et du préfet de la Meurthe.